# نبرد ترافالگار
نبرد ترافالگار (به انگلیسی: Battle of Trafalgar) در تاریخ ۲۱ اکتبر ۱۸۰۵ در محلی در غرب دماغه ترافالگار در جنوب غرب اسپانیا رخ داد. این جنگ بین نیروی دریایی بریتانیا با ۲۷ کشتی جنگی بزرگ و نیروی دریایی فرانسه و اسپانیا با ۳۳ کشتی جنگی بزرگ رخ داد که منجر به پیروزی ناوگان بریتانیا که فرماندهی آن بر عهده دریاسالار نلسون بود؛ شد. فرانسه و اسپانیا ۲۲ کشتی را از دست دادند. درحالی‌که بریتانیا در یکی از سرنوشت‌سازترین نبردها در جنگ‌های ناپلئونی هیچ کشتی‌ای از دست نداد. همچنین در این نبرد لرد نلسون کشته شد.

## مقدمه
پس از انقلاب کبیر فرانسه در سال ۱۷۸۹ و اولین برخورد دولتهای اروپایی با انقلاب، حکومت تازه تأسیس فرانسه آماج حملات نیروهای اروپایی قرار گرفت ولی ارتش فرانسه ایستادگی کرد. بعد از انقلاب فرانسه زنجیره‌ای از نبردها به وقوع پیوست که منجر به تثبیت انقلاب و به رسمیت شناخته شدن آن شد اما در این دوران، از مهم‌ترین رویدادها، پیدایش فرمانده‌ای به نام ناپلئون بناپارت بود. او با جنگ‌طلبی توانست در مدت کوتاهی فرانسه را به یکی از بزرگ‌ترین قدرت‌های دنیا تبدیل کند که برای قدرت‌های آن روز، از آن میان انگلستان، پذیرفتنی نبود. این شد که به‌سرعت اتحادهای بزرگی علیه فرانسه به وجود آمدند که البته در ابتدا با نبوغ جنگی ناپلئون شکست خوردند. پیروزی‌های نظامی ناپلئون باعث ثبات موقت و توازن قوا در اروپا شد. در این هنگام فرانسه روی به جنگ با انگلیس آورد. ناپلئون که به سبب این پیروزی‌ها لقب امپراتور به خود داده بود و انقلابی را که برای آزادی به وجود آمده بود تبدیل به دیکتاتوری کرده بود، می‌خواست نیروهای اصلی خود را به سمت کانال مانش حرکت بدهد تا در یک فرصت مناسب با عبور از این آبراه باریک، لندن را فتح کند. این هدف به‌قدری برایش مهم بود که ناپلئون به دریابد لویی دولاتوش ترِویل، فرمانده نیروی دریایی فرانسه گفت: «اگر بتوانیم تنها ۶ ساعت بر دریای مانش مسلط بمانیم، آقای دنیا خواهیم بود.» اما ترویل پیش از نبرد در سال ۱۸۰۴ درگذشت و ناپلئون فرماندهی نیروی دریایی را به دریاسالار پیر شارل ویلنوو سپرد؛ ولی انگلیس از راه دیپلماسی، اتریش، روسیه و سوئد را با هم علیه ناپلئون متحد کرد. در سوی دیگر نقشه هم ناپلئون برای دور کردن ناوگان دریایی انگلستان از مانش مشکلات زیادی با دریاسالار پیر شارل ویلنوو داشت که باعث شد برنامهٔ تسلط بر مانش با مشکل روبه‌رو شود.

### نبرد اولم
پس از آن‌که نقشهٔ حمله به انگلستان شکست خورد، ناپلئون متوجه اعضای دیگر اتحادیه شد. ارتش بزرگی از روسیه برای پیوستن به ارتش اتریش در حرکت بود که بناپارت در یک اقدام متهورانه به استقبال دشمن رفت. او می‌دانست چگونه دشمنان را به تکه‌های کوچک تقسیم کند تا راحت بر آن‌ها پیروز شود. این جنگ که به نبرد اولم معروف شد، برای اتریشی‌ها اسفبار بود. ۶۱هزار سرباز اتریشی تسلیم شدند. ۲۰۰ قبضه توپ غنیمت فرانسوی‌ها شد؛ ولی بالاتر از همهٔ اینها، وین که ۴۰۰ سال در برابر حملات عثمانی ایستادگی کرده بود، نتوانست در برابر ارتش فرانسه ایستادگی کند.

## در آستانهٔ نبرد دریایی
پس از فتح وین، ناپلئون راهی نبرد با انگلستان شد. دریاسالار نلسون فرمانده ناوگان دریایی انگلستان که متوجه تجمع نیروهای فرانسوی در اطراف کادیز شده بود، به‌سرعت دست‌به‌کار شد و با قسمت عمدهٔ ناوگان دریایی سلطنتی رهسپار آخرین مأموریت زندگی خود شد. اوضاع در دو سوی میدان کاملاً متفاوت بود. فرانسوی‌ها بیشتر افسران خود را در پاکسازی‌های گستردهٔ پس از انقلاب کبیر از دست داده بودند و نیروهای آن‌ها تجربهٔ چندانی در نبرد دریایی نداشتند. حال آن‌که ملوانان انگلیسی مردانی بودند که بخش عمدهٔ زندگی خود را روی آب سپری کرده بودند و سال‌ها جنگ دریایی و دریانوردی از آن‌ها مردانی آزموده ساخته بود. نلسون برای ترغیب دشمن به حمله، بخش اعظم ناوگان خود را از دید ناوگان فرانسه-اسپانیا دور کرد و تنها تعداد کمی از آن‌ها را در دیدرس آن‌ها قرار داد؛ ولی این حیله‌ای نبود که بتواند ویلنوو باتجربه را فریب دهد. البته ویلنوو هم می‌دانست با مردانی که دارد نمی‌تواند بر نلسون غلبه کند؛ ولی دستور جدید ناپلئون همه‌چیز را تغییر داد. او به ناوگان خود فرمان داد تا از تنگهٔ جبل‌الطارق عبور کرده، وارد دریای مدیترانه شده، با سرعت هر چه تمام‌تر خود را به ناپل برسانند. ناپل، شهری در ایتالیاست که آن زمان تحت سیطرهٔ ژوزف بناپارت بود. ژوزف در برقراری حکومت در ناپل به کمک احتیاج داشت. این حرکت ناوگان، کافی بود تا نلسون نیروهایش را جمع کرده، بر سر راه فرانسوی‌ها حاضر شود.

## آغاز نبرد دریایی
ناوگان فرانسه ناچار به نبرد شد. آن‌ها نمی‌دانستند که پنج فروند از بهترین کشتی‌های انگلیسی برای گشت‌زنی به دریای مدیترانه ارسال شده‌اند. کشتی‌های نلسون نزدیک شده، توپ‌های جنگی آمادهٔ شلیک شدند. ویلنوو به‌سرعت دست به کار شد و با ایجاد یک هلال گسترده از کشتی‌های جنگی در نزدیکی دماغهٔ ترافالگار یک خط دفاعی در مقابل ناوگان انگلیس درست کرد. علت این آرایش نیروی ویلنوو این بود که نلسون مجبور می‌شد برای استفادهٔ مناسب از قدرت آتش خود نیروهایش را در مقابل توپخانهٔ فرانسوی‌ها حرکت داده، آن‌ها را مجبور به دور زدن کند. این در حالی بود که سرعت کم باد هم توان مانورهای سریع را از نلسون سلب می‌کرد؛ نلسون دست به نوآوری زد و در یک مانور، نیروهایش را به دو ستون تقسیم کرد و مستقیم به سمت قلب خط فرانسوی‌ها یورش آورد. ملوانان فرانسوی نتوانستند دستورهای سادهٔ فرماندهِ خود را اجرا کنند. در نتیجه قلب خطوط دفاعی آن‌ها به اندازه‌ای مستحکم نبود که مناسب دفع حملهٔ سنگین ناوگان انگلیسی باشد. به دلیل کندی باد، نیروهای موجود در دو جناح هم توانایی انجام مانور و کمک به مرکز خط دفاعی خود را نداشتند؛ ولی کندی باد تنها به ضرر فرانسوی‌ها نبود. کند شدن سرعت پیشروی ستون‌های انگلیس، باعث شد آن‌ها زمان طولانی‌تری در جلوی روی ناوگان فرانسوی باشند. این امر تلفات سنگینی بر آن‌ها تحمیل می‌کرد؛ ولی آهنگ نبرد با ورود خود نلسون و کشتی سرفرماندهی او به منطقهٔ رزم تغییر کرد. ویکتوری پرقدرت‌ترین ناو آن دوران بود. هنگامی که خطوط فرانسوی را شکست و وارد کارزار شد با شلیک هم‌زمان ۱۰۰ توپ که در عرشه‌های جانبی‌اش مستقر بودند، توانست تلفات سنگینی را بر پیکر دو ناو بزرگ نیروی دریایی فرانسه (بوسنتور، ردوتیبل) وارد کند. انگلیسی‌ها در پشت خطوط فرانسوی پیش می‌رفتند و آن‌ها را می‌شکافتند و نلسون بر عرشهٔ کشتی ویکتوری بود که یک تیرانداز فرانسوی، سینهٔ چپ او را شکافت و ستون مهرهٔ او را خرد کرد و نلسون کشته شد. پس از عبور ستون دوم به فرماندهی دریاسالار کالینگوود از میان خطوط فرانسوی‌ها و با وجود رشادت‌های سربازان انقلاب، دریانوردان انگلیسی موفق شدند تا آن‌ها را شکست دهند. فرانسه ۲۲ کشتی خود را از دست داد. در حالی که نیروی دریایی انگلیس هیچ ناوی را از دست نداد. نلسون با نقشهٔ مبتکرانهٔ خود موفق شد برتری دریایی انگلستان را حفظ کند. هرچند در این راه جان خود را از دست داد. پس از ترافالگار، ناپلئون تلاش برای سیادت بر دریاها را کنار گذاشت و از برنامهٔ فتح لندن دست برداشت و این در حالی بود که با محاصرهٔ خود به وسیلهٔ ناوگان انگلستان و همپیمانان اروپاییش با مشکلات متعددی روبه‌رو شد، دشواری‌هایی که در نهایت منجر به تسلیم او و فرانسه شد.